# Southwark Bridge
Southwark Bridge is een boogbrug over de Theems in Londen. De brug verbindt de City met de ten zuiden van de Theems gelegen wijk Southwark.
De volgende brug bovenstrooms is de London Millennium Bridge, de volgende brug benedenstrooms is de Cannon Street Railway Bridge. Ten zuiden van de brug bevindt zich een voetgangerstunnel.
|  |

Albert Bridge · Chelsea Bridge · Grosvenor Bridge · Vauxhall Bridge · Lambeth Bridge · Westminster Bridge · Hungerford Bridge · Waterloo Bridge · Blackfriars Bridge · Blackfriars Railway Bridge · Millennium Bridge · Southwark Bridge · Cannon Street Railway Bridge · London Bridge · Tower Bridge

Zie ook: Lijst van oeververbindingen van de Theems